# Oschiri
Oschiri (sardinski: Óschiri, galurski: Óscari) je grad i općina (comune) u pokrajini Sassariju u regiji Sardiniji, Italija. Nalazi se na nadmorskoj visini od 202 metra i ima 3 293 stanovnika.
 Prostire se na 215,61 km². Gustoća naseljenosti je 15 st/km².
Susjedne općine su: Alà dei Sardi, Berchidda, Buddusò, Ozieri, Pattada, Tempio Pausania i Tula.